# Jazztime Paris Vol. 1
| Recensione | Giudizio |
| ---------- | -------- |
| AllMusic   |          |

Jazztime Paris Vol. 1 è un album a nome Gigi Gryce and His Big Band Featuring Clifford Brown, pubblicato dalla casa discografica Blue Note Records nel 1954.

## Tracce

### LP
Lato A
1. Brown Skins – 6:07 (musica: Gigi Gryce) – Registrato il 28 settembre 1953 a Parigi
2. La rose noire – 3:36 (musica: Quincy Jones) – Registrato il 26 settembre 1953 a Parigi
3. Deltitnu – 3:38 (musica: Gigi Gryce) – Registrato il 28 settembre 1953 a Parigi

Lato B
1. Bum's Rush – 3:11 (musica: Quincy Jones) – Registrato il 9 ottobre 1953 a Parigi
2. Keeping Up with Jonesy – 7:05 (musica: Quincy Jones) – Registrato il 28 settembre 1953 a Parigi
3. Quick Step – 2:41 (musica: Gigi Gryce) – Registrato il 9 ottobre 1953 a Parigi

## Formazione
Brown Skins / Deltitnu / Keeping Up with Jonesy
- Gigi Gryce – sassofono alto
- Gigi Gryce – arrangiamenti (brani: Brown Skins e Deltitnu)
- Anthony Ortega – sassofono alto
- Henri Bernard – sassofono tenore
- Clifford Solomon – sassofono tenore
- Henri Jouot – sassofono baritono
- Clifford Brown – tromba
- Art Farmer – tromba
- Fernand Verstraete – tromba
- Walter Williams – tromba
- Fred Gerard – tromba (solo nel brano: Brown Skins)
- Quincy Jones – tromba, arrangiamenti (brano: Keeping Up with Jonesy)
- Jimmy Cleveland – trombone
- Al Hayse – trombone
- Bill Tamper – trombone
- Henri Renaud – piano
- Pierre Michelot – contrabbasso
- Alan Dawson – batteria

La rose noire
- Gigi Gryce – sassofono alto
- Anthony Ortega – sassofono alto, flauto
- Clifford Solomon – sassofono tenore
- Art Farmer – tromba
- Jimmy Cleveland – trombone
- Quincy Jones – piano, arrangiamenti
- Pierre Michelot – contrabbasso
- Alan Dawson – batteria

Bum's Rush / Quick Step
- Gigi Gryce – sassofono alto
- Gigi Gryce – arrangiamenti (brano: Quick Step)
- Anthony Ortega – sassofono alto
- Andre Debonneville – sassofono tenore
- Clifford Solomon – sassofono tenore
- William Boucaya – sassofono baritono
- Clifford Brown – tromba
- Art Farmer – tromba
- Quincy Jones – tromba
- Quincy Jones – arrangiamenti (brano: Bum's Rush)
- Walter Williams – tromba
- Jimmy Cleveland – trombone
- Al Hayse – trombone
- Benny Vasseur – trombone
- Henri Renaud – piano
- Pierre Michelot – contrabbasso
- Jean-Louis Viale – batteria [2]